# Ake (site archéologique maya)
Pour les articles homonymes, voir Ake.

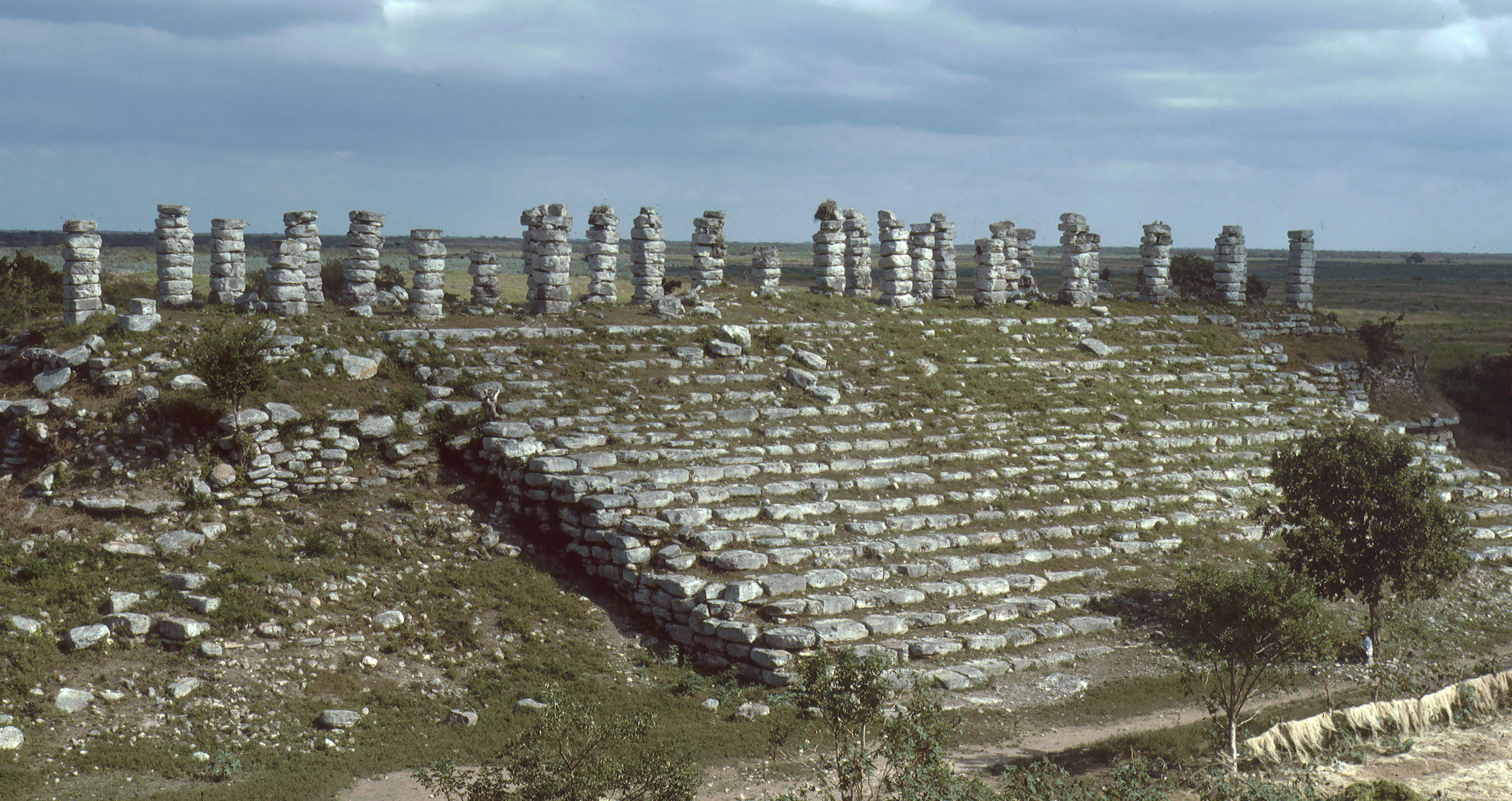
"El Palacio" Le Palais à Aké

Ake (ou Aké en Espagnol) est un site archéologique maya situé dans la municipalité de Tixkokob dans l’état du Yucatan au Mexique, à l’est de Mérida. Le nom « Ake » signifierait « endroit des roseaux » en langue maya. La particularité du site est son système de routes ou sacbeob permettant de rejoindre les autres cités.
Les monuments datent de l’Époque postclassique. Les premières descriptions ont été publiées par  John Lloyd Stephens et Frederick Catherwood au début des années 1840.
Aké est entouré par deux murs concentriques. Le premier, de forme carrée, se trouve autour du cœur de la cité d'une superficie de 4 km², le second autour de la ville. La structure 1, aussi appelée le palais, est constitué de trois rangées de douze colonnes de pierres au sommet d’une base pyramidale. C’est l’élément le plus remarquable du site. Alors que la plupart des pyramides mayas sont construites avec des marches étroites, l'escalier de la structure 1 est constituée d'une succession de larges dalles de pierre. Les ruines sont restées dans l’état ou elles ont été trouvées au XIXe siècle.
Les restes d’un ancien passage piéton surélevé ou sacbé vont de Aké à Izamal. Certains archéologues pensent qu'il pourrait avoir constitué une partie d’un système de routes allant de Ti’ho (la ville moderne de Mérida) à la côte caraïbe. Cette hypothèse n'a pu être vérifiée jusqu'à présent.